# Jephthas Gelübde
Représentations notables
Jamais représenté depuis la création
Personnages
- Jephté (baryton)
- Sulima, fille de Jephté (soprano)
- Asmaweth, amoureux de Sulima (ténor)
- Tirza, amie de Sulima (soprano)
- Adbon, contremaître, amoureux de Sulima (basse)
- Grand prêtre (basse)
- Lévites, prisonniers et guerriers (chœur)

Jephthas Gelübde (« Le Serment de Jephté ») est le premier opéra composé par Giacomo Meyerbeer. Le livret, établi d’après le récit biblique consacré à Jephté, est d'Aloys Schreiber. La création eut lieu au Hofoper de Munich le 23 décembre 1812.

## Sujet
L’opéra reprend le récit biblique de Jephté, qui, avant de combattre des ennemis, avait fait le serment d'offrir à Dieu, en holocauste, la première personne qui viendrait à sa rencontre s’il remportait la victoire. Ce fut sa fille unique qui accourut la première au-devant de lui et le malheureux père dut accomplir son vœu.
La légende inspira nombre de comédies religieuses et d’oratorios dont les plus célèbres sont ceux de  Giacomo Carissimi (vers 1648) et de Georg Friedrich Haendel (1752). Montéclair serait le premier à avoir composé, en 1732, un opéra sur ce thème.

## Argument

### Acte I
- No 1 : Introduction et Chœur « Fröhliches Leben » (« Une vie heureuse »): Un chœur de vendangeurs chante le bonheur de vivre, tout en dansant. Tirza, une amie de la fille de Jephté, Sulima, participe aux réjouissances en interprétant une romance. Arrivent alors Sulima et son prétendant, Asmaweth. La jeune fille prévient ce dernier qu’elle ne répondra à ses avances que lorsqu'il aura gagné le respect de son père par des actes de bravoure. Afin de gagner l’amour de Sulima, Asmaweth se résout alors à devenir soldat et à combattre les ennemis d’Israël.
- No 2 : Duo « Deine Liebe ist mein Leben » (« Ton amour est ma vie »). Transportés, les deux jeunes gens interprètent un duo d’amour enflammé.
- No 3 : Air d’Asmaweth « Sie liebt mich » (« Elle m’aime »). Resté seul, Asmaweth chante le bonheur de se sentir aimé par celle qu’il aime.
- No 4 : Air d’Adbon « Aber nage Schlange, nage » (« Siffle, serpent de l’envie, siffle »). Ces déclarations d’amour ont été surprises par Adbon, un contremaître qui convoite également la douce Sulima. Il exprime ses désirs passionnés et sa soif de vengeance dans un grand air où il appelle le serpent de l’envie à siffler dans son cœur et une sombre vengeance à guider ses actions.
- No 5 : Ensemble vocal « Ach Vater, du hier » (« Ah père, toi ici »). La scène représente un large espace devant les portes de la cité. Jephté et Asmaweth vont à la rencontre de Sulima et de ses compagnes qui rapportent les fruits de leur récolte, ce qui donne lieu à un ensemble à plusieurs voix. Dans le dialogue qui suit, Jephté promet à Asmaweth la main de Sulima, une fois qu’ils seront revenus victorieux.
- No 6 : Finale : Entrent alors différentes tribus chassées par l’invasion des Ammonites. Adbon rejoint les soldats et offre le commandement à Jephté. Celui-ci refuse d’abord, mais se laisse finalement convaincre après l’intervention de trois messagers et l’arrivée de nouveaux réfugiés qui supplient qu’on leur vienne en aide. Après avoir saisi l’épée convoitée par Adbon, Jephté s’agenouille et formule le vœu d’offrir en holocauste la première personne qu’il rencontrera s’il revient victorieux. Un coup de tonnerre éclate, semblant marquer l’accord divin, et, tandis que des soldats se dirigent vers les montagnes avoisinantes pour allumer des balises, Jephté part se préparer au combat, accompagné par des guerriers qui dégainent leur épée, pressés d’en découdre.

### Acte II

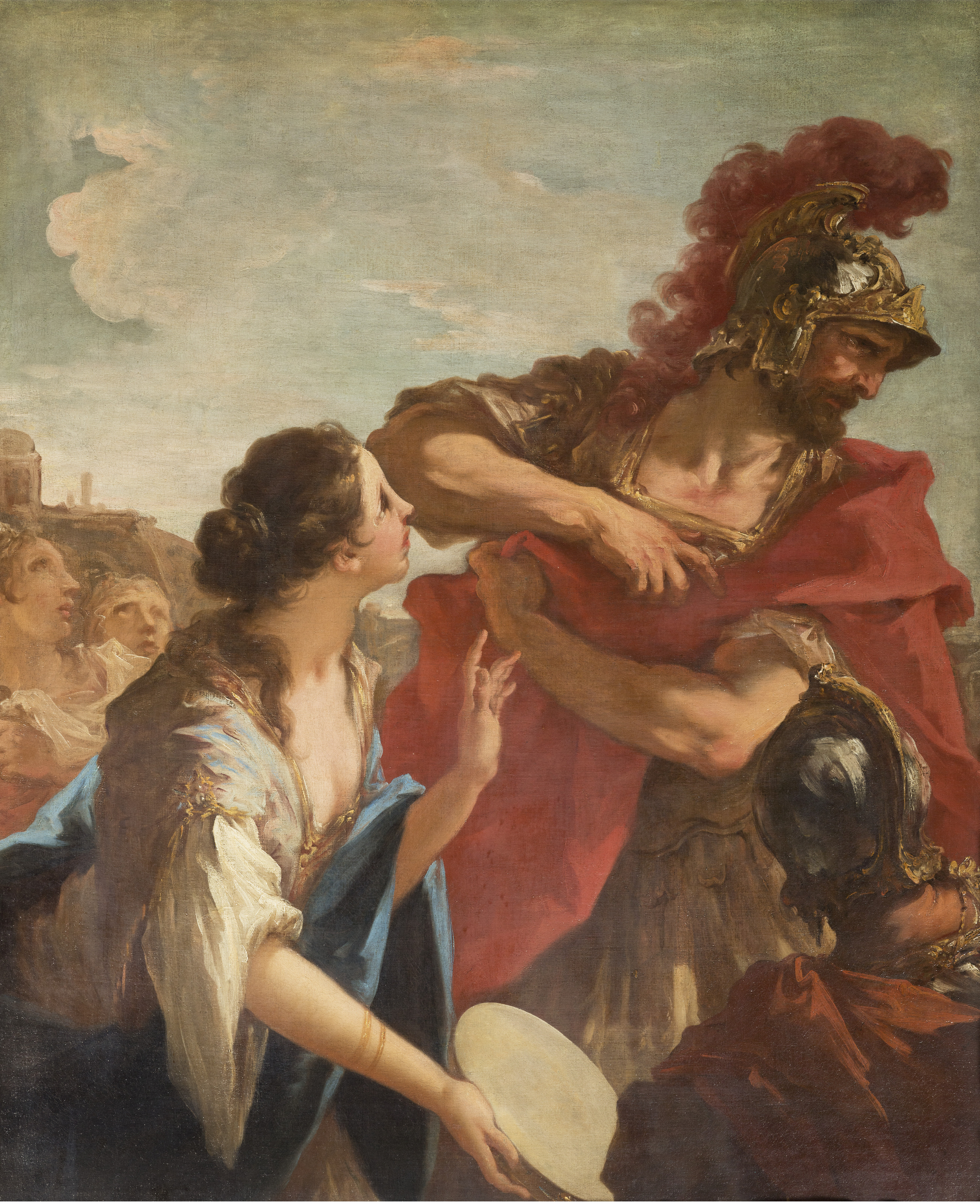
Le Retour de Jephté par Giovanni Antonio Pellegrini

Le deuxième acte se déroule devant la ville de Maspha, non loin de la maison de Jephté.
- No 7 : Air avec chœur « Eine stille Trauer » (« Une calme mélancolie »). Sulima se rend sur la tombe de sa mère à l’occasion de l’anniversaire de sa mort. Elle est envahie de sentiments de tristesse et par la crainte de mauvaises nouvelles. Tirza et ses amies tentent de la réconforter puis la laissent seule. Abdon apparaît alors, annonçant la victoire des Israélites. Il ajoute cependant qu’Asmaweth a été tué durant les combats.
- No 8 : Trio « Nimmer wird er wiederkehren » (« Jamais il ne reviendra »). Abdon tente de séduire Sulima, mais en vain. Une fois encore, il jure vengeance.
- No 9 : Duo « Mitten auf dem Feld der Toten » (« Au milieu du champ de la mort »). Contre toute attente, Asmaweth arrive cependant. Il ne tarde pas à chanter avec Sulima un duo d’amour d’autant plus passionné que la jeune fille a cru son prétendant mort.
- No 10 : Finale « Die Schlacht ist geschlagen » (« Le combat est victorieux »). Jephté entre alors triomphalement, Sulima se précipitant vers lui au comble du bonheur. Il la repousse avec horreur, puis semble hésiter sur la nécessité de sacrifier sa fille. Abdon prend la tête du groupe réclamant l’accomplissement du vœu de Jephté et s’oppose à Asmaweth et à ses partisans. Les deux groupes ont déjà tiré leurs épées lorsque les portes de la tombe s’ouvrent mystérieusement. Jephté se met alors à prier.

### Acte III
La scène représente l’intérieur de la maison de Jephté.
- No 11 : Entr’acte et récitatif « Sie soll ich opfern, meines Lebens Leben ! » (« Je dois la sacrifier, elle, la vie de ma vie ») : Dans une grande scène établie sur le modèle de l’air d’Agamemnon dans Iphigénie en Aulide de Gluck, Jephté est tourmenté par le terrible dilemme auquel il est confronté.
- No 12 : Air de Sulima « Ich will mein junges Leben zum Opfer willig geben » (« J’offrirai volontiers ma jeune existence en sacrifice  ») : Arrive alors Sulima qui annonce à son père qu’elle est prête à se sacrifier.
- No 13 : Trio « Ach, Geliebte, willst du scheiden » (« Ah, ma bien-aimée, faut-il que tu me quittes ») : Asmaweth, comme Achille dans l’opéra de Gluck, veut empêcher par la force le déroulement du sacrifice, mais il est ébranlé par la détermination de Sulima à suivre sa funeste destinée. Abdon exulte de voir sa vengeance s’accomplir.
- No 14 : Finale « Das Opfer ist geschmücket » (« La victime est prête ») : Les préparatifs du sacrifice sont désormais achevés. Une longue procession se dirige vers le temple. Le Grand prêtre interrompt alors le sacrifice en annonçant que Dieu n’aime pas voir verser le sang humain et que l’obéissance de Jephté lui suffit : Sulima est sauvée. Tous tombent à genoux pour remercier et honorer Dieu.

## Genèse

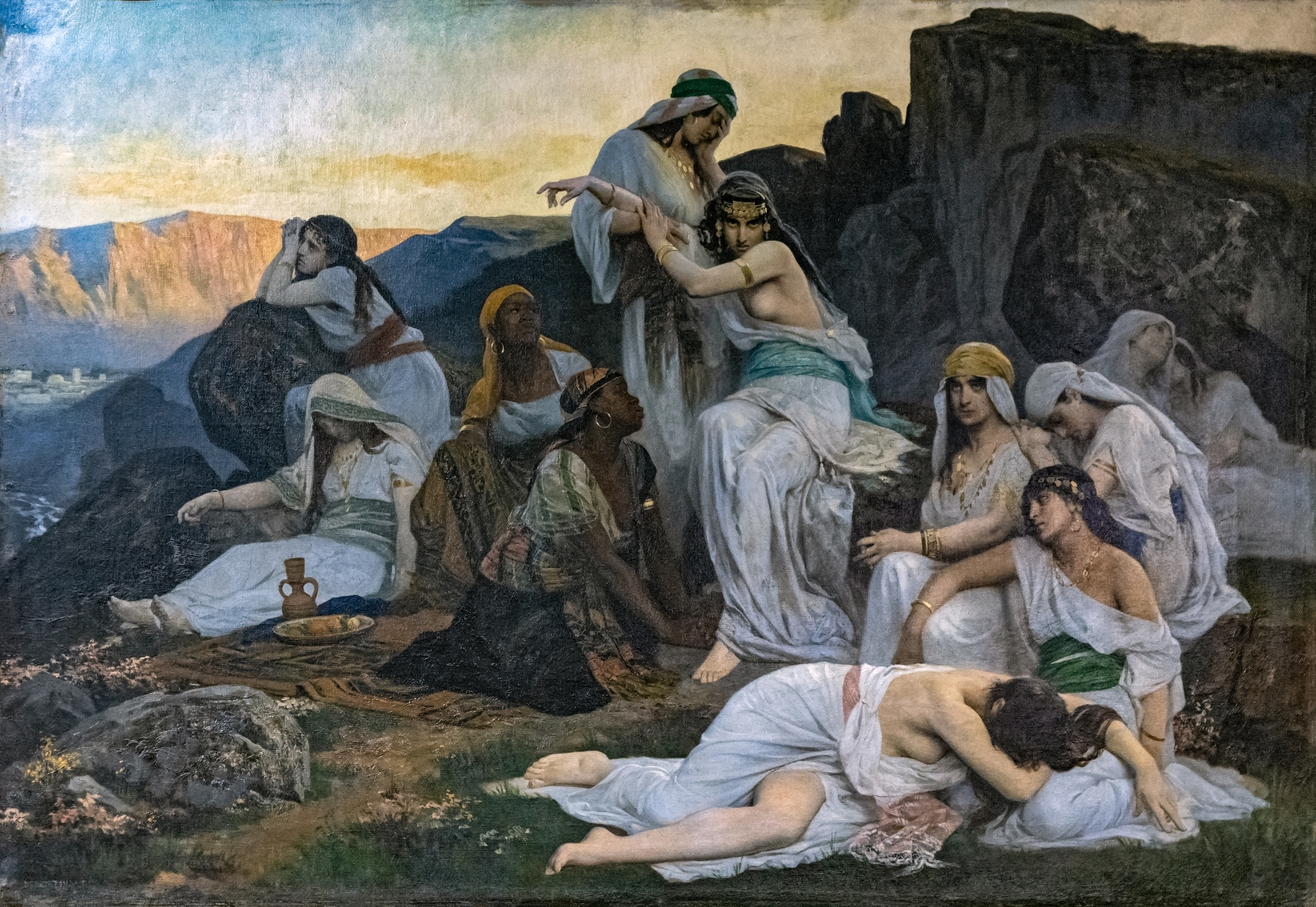
La Fille de Jephté par Édouard Debat-Ponsan

Âgé de 21 ans, Meyerbeer compose Jephtas Gelübde alors qu’il étudie auprès de l’abbé Vogler et qu’il n’a pas encore transformé son prénom « Jakob » en « Giacomo ». Le livret, choisi après de longues hésitations, est signé par Aloys Schreiber, qui est déjà l’auteur du texte de l’oratorio composé par Meyerbeer en 1811, Gott und die Natur. Il achève la partition à Wurtzbourg en avril 1812, en terminant par l’ouverture. Pendant qu’il révise la partition en juin et juillet de la même année, il commence à composer son deuxième opéra, Wirt und Gast. La partition reflète le goût de l’abbé Vogler pour les orchestrations riches et colorées.
L’opéra est en fait un singspiel, forme particulièrement populaire en Allemagne à la fin du XVIIIe siècle et au début du XIXe siècle et dans laquelle les récitatifs sont remplacés par des dialogues parlés.

## Création
Les répétitions commencent en novembre 1812, mais ne donnent guère satisfaction à Meyerbeer qui raconte dans son journal : « Des obstacles de toute sorte, aussi bien provoqués qu’accidentels, survinrent et le 20 décembre, je n’étais pas certain que la création, prévue le 23, aurait bien lieu. L’anxiété, l’ennui et des tracasseries de toute sorte me tourmentèrent durant ces six semaines ». Trois représentations sont données cependant, et l’opéra recueille un certain succès, de nombreux numéros étant applaudis, malgré le fait que l’interprétation du rôle de Jephté par Christian Lanius ait été jugée « très médiocre » par Meyerbeer lui-même. 
Deux manuscrits de la partition sont conservés, l’un à la British Library de Londres, l’autre à Bruxelles.

## Interprètes de la création
| Rôle                          | Tessiture | Distribution de la création, 1812 (Chef d’orchestre: Ferdinand Fränzl) |
| ----------------------------- | --------- | ---------------------------------------------------------------------- |
| Jephté                        | baryton   | Christian Lanius                                                       |
| Sulima, (fille de Jephté)     | soprano   | Helena Harlas                                                          |
| Asmaweth (amoureux de Sulima) | tenor     | Georg Weixelbaum                                                       |
| Tirza (amie de Sulima)        | soprano   | Josephine Flerx                                                        |
| Abdon                         | basse     | Georg Mittermaier                                                      |
| Grand Prêtre                  | basse     | M. Schwadke                                                            |